# Hyloxalus awa
Hyloxalus awa är en groddjursart som först beskrevs av Luis A. Coloma 1995.  Hyloxalus awa ingår i släktet Hyloxalus och familjen pilgiftsgrodor. IUCN kategoriserar arten globalt som sårbar. Inga underarter finns listade i Catalogue of Life.